# Leine (dopływ Aller)
Leine – rzeka o długości 280 km w Turyngii i Dolnej Saksonii w Niemczech, lewy dopływ rzeki Aller. Swoje źródło ma na wzgórzach Eichsfeld w Turyngii. Przepływa m.in. przez Getyngę i Hanower.